# Nasutów
Nasutów – wieś w Polsce położona w województwie lubelskim, w powiecie lubelskim, w gminie Niemce.
Wieś stanowi sołectwo gminy Niemce. Według Narodowego Spisu Powszechnego z roku 2011 wieś liczyła 1349 mieszkańców.
Wieś szlachecka położona była w drugiej połowie XVI wieku w powiecie lubelskim województwa lubelskiego. Za czasów Królestwa Polskiego istniała gmina Nasutów.
W latach 1954–1959 wieś należała i była siedzibą władz gromady Nasutów, po jej zniesieniu w gromadzie Niemce. W latach 1975–1998 miejscowość administracyjnie należała do ówczesnego województwa lubelskiego.
Pierwsza wzmianka źródłowa dotycząca wsi pochodzi z 1417 r. Wymieniany jest tu Nassuthow. Kapliczka pochodzi z 1906 r. W 2009 roku wieś liczyła 1300 mieszkańców.
W 1931 w Nasutowie urodził się gen. bryg. Józef Osek.
3 września 1943 Niemcy rozstrzelali we wsi 12 mieszkańców.
We wsi, przy drodze w stronę Krasienina znajduje się mogiła - pomnik  żołnierzy Armii Radzieckiej.